# Aegean Airlines
Az Aegean Airlines S.A. (Αεροπορία Αιγαίου Α.Ε., Görögország legnagyobb légitársasága utasszám, úticélok és flottaméret alapján. 2010 óta a Star Alliance tagja. A légitársaság menetrend szerinti és charterjáratokat üzemeltet Athénból és Thesszalonikiből a nagyobb görög repülőterekre, illetve számos más európai városba. Fő bázisrepülőterei Görögországban az athéni nemzetközi repülőtér és a thesszaloniki nemzetközi repülőtér, valamint Cipruson a Lárnakai nemzetközi repülőtér, de más görög repülőtereket is használ bázisként, némelyeket szezonálisan. Központja Athén egyik külvárosában, Kifisziában található.
2012. október 21-én az Aegean Airlines bejelentette, hogy felvásárolja az Olympic Airt. Az Európai Bizottság egy évvel később, 2013. október 9-én hagyta jóvá a felvásárlást. A két cég külön márkanév alatt üzemel. Az Aegean Airlines emellett részt vett a ciprusi nemzeti légitársaság, a Cyprus Airways privatizációs tenderének utolsó szakaszaiban. A Cyprus Airways csődje után az Aegean Airways bázisrepülőteret alakított ki a larnacai repülőtéren, menetrend szerinti járatokat indított a szigetre és betöltötte a Cyprus Airways után maradt űrt.

## Története

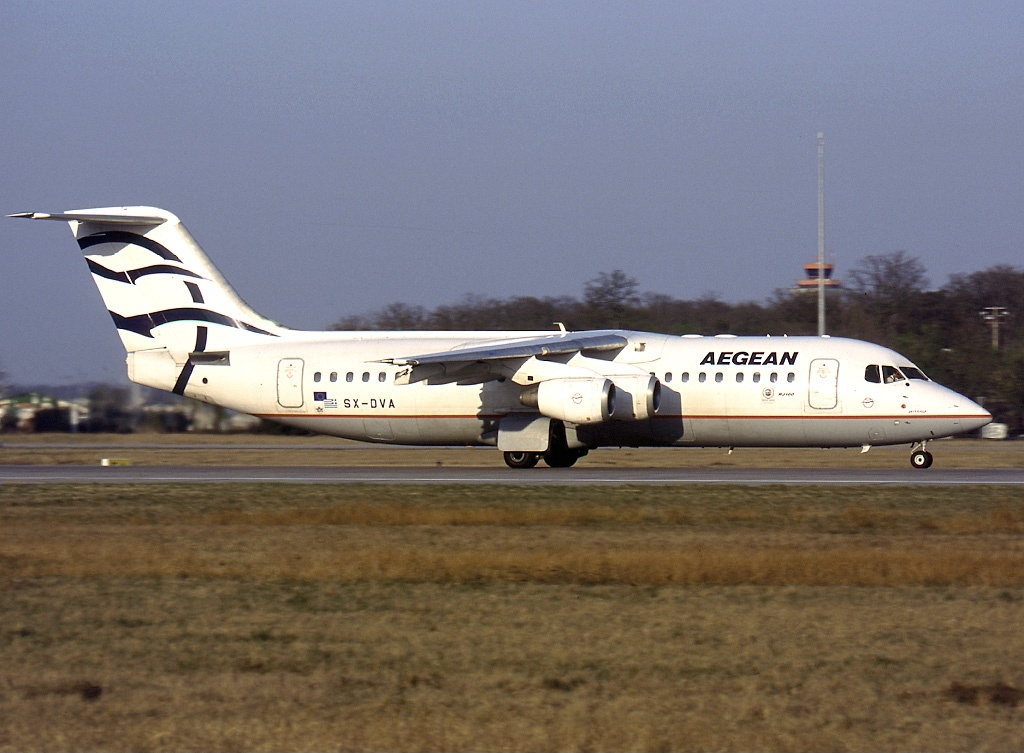
Aegean Airlines British Aerospace Avro RJ100 (használatban 1999-2011 között).

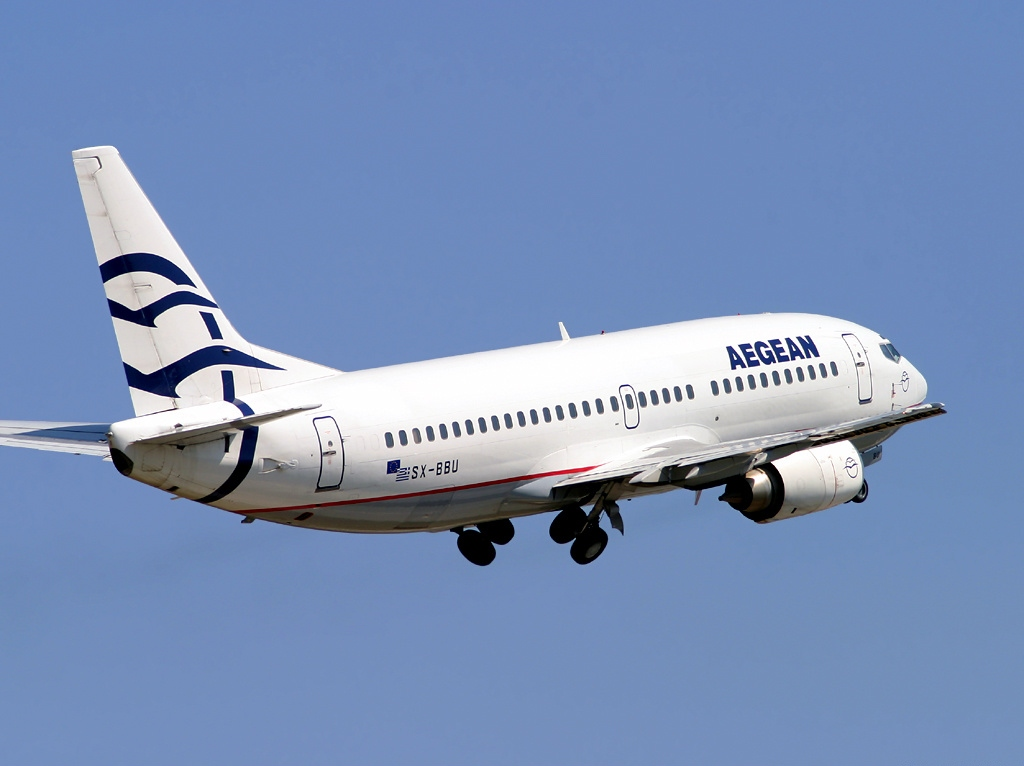
Boeing 737-300 (használatban 2001-2010 között).

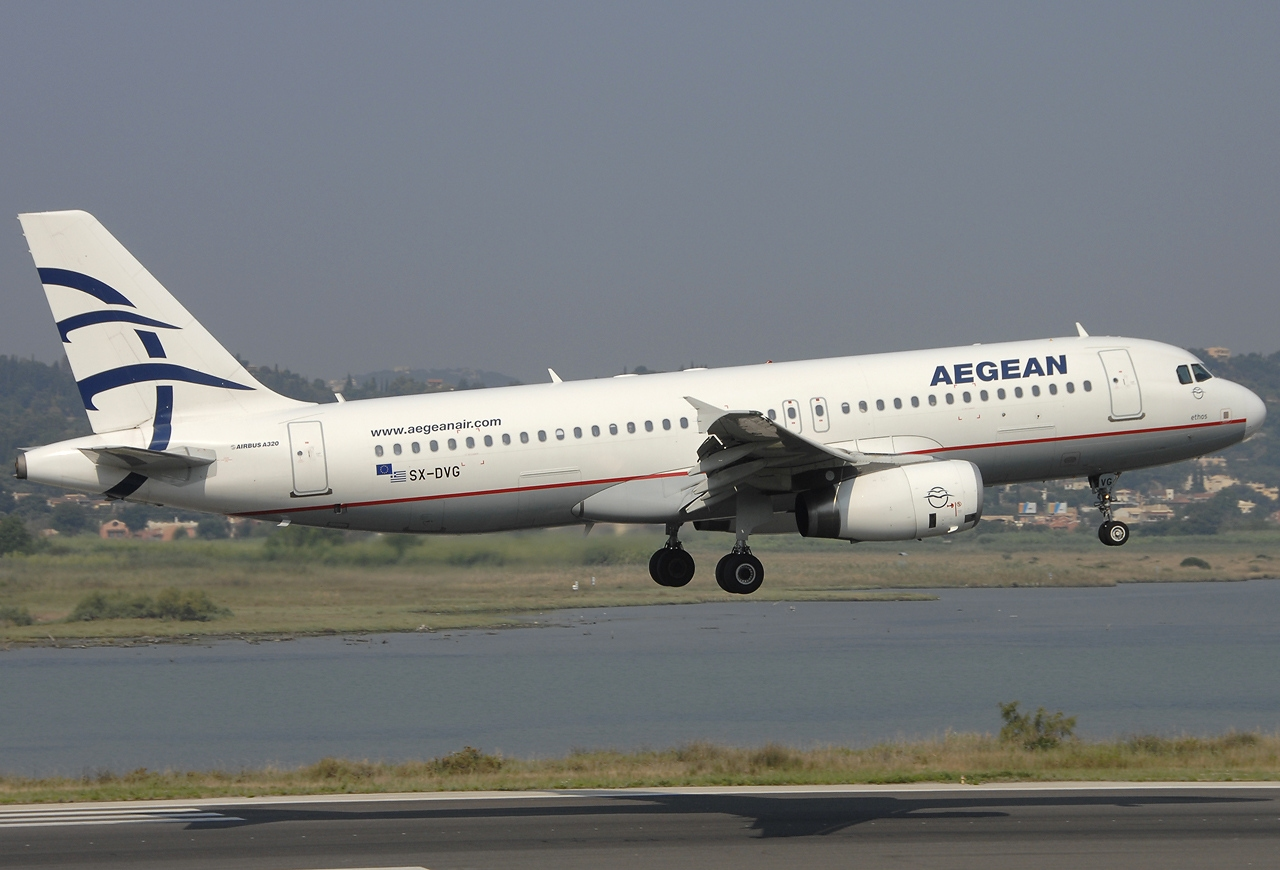
Aegean Airlines Airbus A320-232 (használatban 2007 óta).

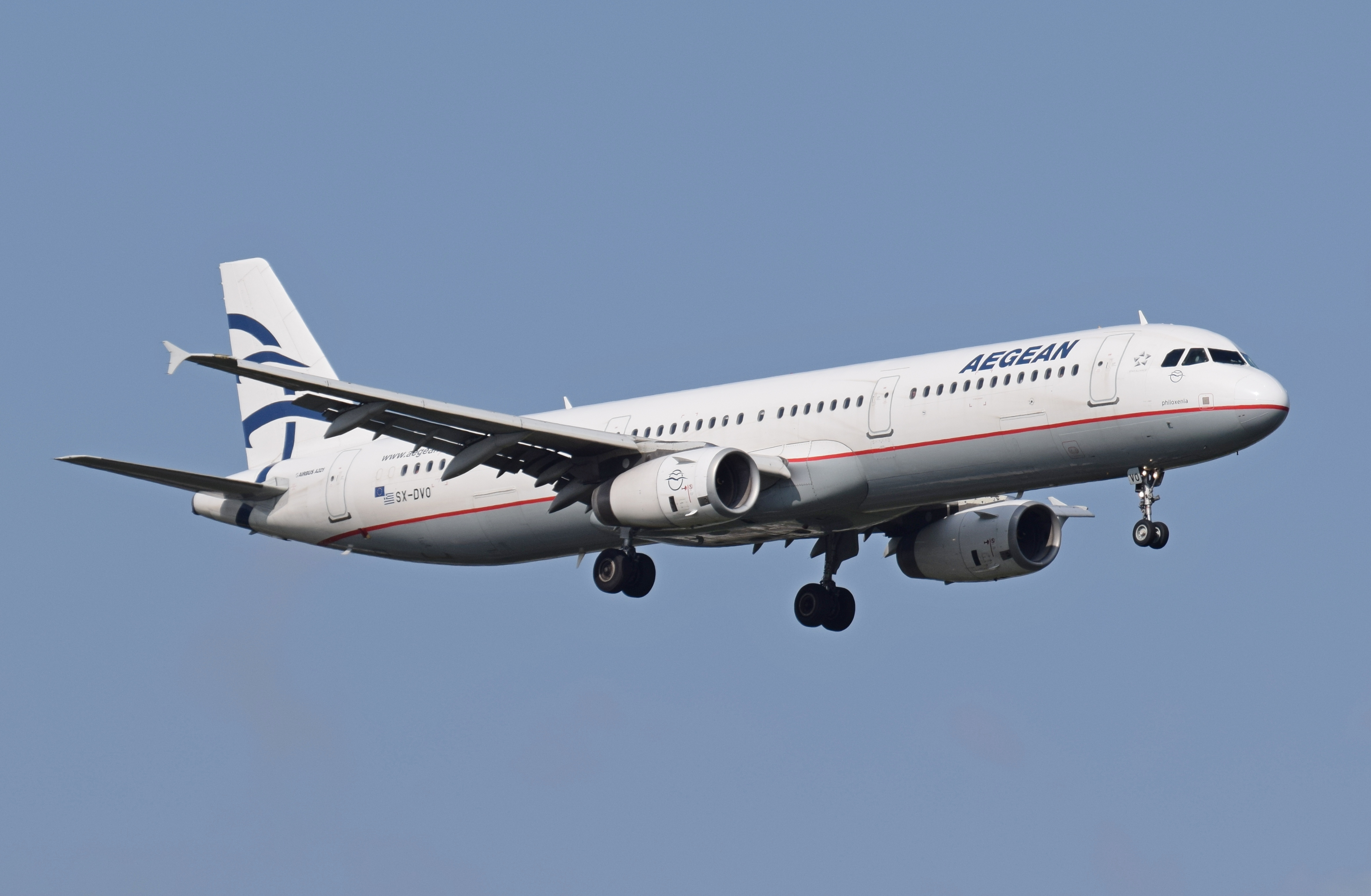
Aegean Airbus A321-200, (2014)

Az Aegean Airlinest 1987-ben alapították, Aegean Aviation néven, eredetileg VIP jellegű magángép- és mentőrepülős szolgáltatást nyújtott. 1992. február 17-én ez lett az első magánkézben lévő, görög légitársaság, amely légijármű-üzembentartási engedélyt kapott. Miután a Vasilakis Group 1994-ben megvásárolta, az Aegean Aviation saját tulajdonú Learjet gépekkel kezdett különgépeket üzemeltetni Athénból a világ minden országába. Az Aegean Airlines nevet akkor vette fel, amikor menetrend szerinti utasszállító gépeket indított, 1999 májusának végén. (kiejtés: iːˈdʒiːən; jelentése: Égei-tengeri.)
Az Aegean első menetrend szerinti járatai 1999 májusában indultak Athénból Heraklionba, Krétára és Thesszalonikibe, két vadonatúj, a cég tulajdonában lévő British Aerospace Avro RJ100 járattal. 1999 decemberében a cég felvásárolta az Air Greece magánlégitársaságot. Miután 2001 márciusában egyezség született az Aegean és a Cronus Airlines egybeolvadásáról, a cég a folyamat lezajlásáig Aegean Cronus Airlines néven működött. 2005-ben a légitársaság partneri megállapodást kötött a Lufthansával, melynek Miles & More törzsutasprogramjában részvételt kínált, járatai pedig az Aegean kódja, az A3 mellett a Lufthansa LH kódját is használták. 2006 márciusában az Aegean Airlines a TAP Portugal légitársasággal is megállapodást kötött. 2008 decemberében jelentette be együttműködését a Brussels Airlinesszal. 2009-ben helymegosztási megegyezést kötött a bmi, Brussels Airlines, Lufthansa és TAP Portugal légitársaságokkal.
Az Aegean Airlines jelenlegi tulajdonosa Theodórosz Vasszilakisz (34,17% – 23,6% az Evertrans S.A. és 9,46% az Autοhellas S.A. cégen keresztül), az Alnesco Enterprises Company Limited (9,48%), a Siana Enterprises Company Limited (9,48%), és Konsztantakopulosz Akhilleasz (6,39%).
2009. május 26-án az Aegean Airlines csatlakozási kérelmét jóváhagyta a Star Alliance, és a légitársaság június 30-án belépett a szövetségbe.

### Az Olympic Air felvásárlása
A részvényesek 2010 februárjában kezdtek tárgyalni az Aegean Airlines és fő versenytársa, az Olympic Air együttműködéséről, amely táptalajt adott a két cég egybeolvadásáról szóló szóbeszédnek. Február 22-én az Olympic Air és az Aegean Airlines bejelentette, hogy megegyeztek az összeolvadásról. A tervek szerint az új vég az Olympic nevét és logóját használta volna egy átmeneti időszakot követően, mely alatt mindkét márkanév használatban maradt volna, és végül az Aegean márkanév megszűnt volna. A tervek szerint az így létrejövő új légitársaság 2010 októberében kezdte volna meg működését.
Az Aegean 2010 júniusának végén belépett a Star Alliance-ba. A tervek szerint az egyesülés utáni cég is a Star Alliance tagja lett volna, annak ellenére, hogy az Olympic Air korábban a SkyTeamhez akart csatlakozni. A Star Alliance üdvözölte a két cég tervezett egybeolvadását, és nyilatkozatot adott ki, mely szerint „A két oldal integrációs csapata nemsokára találkozik, hogy felmérjék a szükséges lépéseket, melyek garantálják, hogy az eggyévált Aegean Airlines és Olympic Air zökkenőmentesen illeszkedjen be a Star Alliance hálózatába.”
2011. január 26-án az Európai Bizottság megakadályozta a két cég egybeolvadását, mert attól tartott, ezzel megszűnne a piaci verseny. A Bizottság kijelentette, hogy az egybeolvadással gyakorlatilag monopólium jött volna létre a görög légiközlekedésben, az egyesült légitársaság a belföldi légiközlekedés több mint 90%-át megszerezte volna. Az EB emellett attól is tartott, hogy az egybeolvadás magasabb árakat jelentett volna az évente Athénba és Athénból repülő hatmillió görög és más európai utas közül körülbelül négymillió számára, és nincs rá reális esély, hogy megjelenik a piacon egy megfelelő méretű új légitársaság, amely visszafogná az Aegean és Olympic árait. Emellett a Bizottság tagja, Joaquin Almunia azt is kijelentette, hogy magasabb árak és alacsonyabb színvonalú szolgáltatás várna azokra a görögökre és turistákra, akik Athén és a szigetek közt utaznak. Mindkét légitársaság tett javaslatokat az aggodalmak eloszlatása érdekében, de az EU úgy tartotta, hogy ezek nem lennének elegendőek az utasok megfelelő védelmére és a monopolhelyzet miatti aggodalom csökkentésére. A légitársaságok többek közt azt ajánlották fel, hogy lemondanak több fel- és leszállási résidőről a görög repülőtereken (bár a bizottság megállapította, hogy a görög repülőterek nem szenvednek abban a zsúfoltságban, amely más európai repülőtereken előfordult légitársaságok egybeolvadása vagy partnerré válása esetén).
2012. október 21-én az Aegean Airlines bejelentette, hogy megegyezett az Olympic Airrel annak felvásárlásában, és már csak az Európai Bizottság jóváhagyására vár. 2013. április 23-án a Bizottság sajtónyilatkozatot adott ki, amelyben bejelentette, mélyreható vizsgálatot kezd az ügyben, és szeptember 3-áig döntést hoz. Augusztus 13-án a görög média bejelentette, hogy a döntést október 16-áig elhalasztották. Az Európai Bizottság 2013. október 9-én jóváhagyta a felvásárlást, mivel „a folyamatban lévő görög válság és az Olympic nehéz anyagi helyzete miatt az Olympic egyébként is hamar távozna a piacról”.
2014. február 1-jén az Aegean Airlines a közszolgáltatási kötelezettségűek kivételével az Olympic Air minden útvonalát átvette.

## Üzleti fejlődés

### Éves trendek
2009-ben az Aegean Airlines 6,6 millió utast szállított, ekkor haladta meg először riválisa, az Olympic Airlines utasainak számát – az Olympicnek ugyanebben az évben 5,2 millió utasa volt. 2010-ben az Aegean Airlines 6,1 millió utast szállított, akiknek 50%-a volt külföldi. 2011-ben 6,5 millió utast szállított, ennek 54%-át nemzetközi járatokon.
2012-ben, amikor a korábban soha nem tapasztalt mértékű gazdasági válság veszélybe sodorta a turizmust és Görögország gazdaságát, az Aegean Airlines 6,1 millió utast szállított, és jelentősen megemelkedett a külföldi repülőterektől Görögország regionális repülőtereire (Heraklion, Rhodosz, Korfu, Chania, Thesszaloniki) érkező utasok száma. Az athéni Venizelosz repülőtérre érkezők száma 2011-hez képest 6%-kal csökkent, de a menetrend szerinti járatok telítettségét sikerült 68,9%-ról 74,3%-ra növelni. 2013-ban a légitársaság 6,9 millió utast szállított, ami 12%-os emelkedést jelent 2012-höz képest, átlagos telítettsége elérte a 79%-ot.
2013 jelentős év volt az Aegean történetében, a légitársaság újra elkezdett hasznot hajtani: a nyereség adózás után 66,3 millió, a teljes bevétel 682,7 millió euró volt. A légitársaság 2014-ben tovább növekedett, elérte történelme legmagasabb bevételét, a 911,8 millió eurót, nettó bevétele 80,2 millió euró, járatainak átlagos telítettsége 78,3% volt. 2016-ban először érte el az egymilliárd eurós bevételt.
Az alábbi táblázat a cég pénzügyi jelentései alapján foglalja össze az Aegean Airlines gazdasági trendjeit 2004 és 2014 között. 2014-től kezdve beleértendő az Olympic Airways is.
|                          | 2004   | 2005   | 2006   | 2007   | 2008   | 2009   | 2010   | 2011   | 2012   | 2013*         | 2014**      | 2015  | 2016   | 2017   |
| ------------------------ | ------ | ------ | ------ | ------ | ------ | ------ | ------ | ------ | ------ | ------------- | ----------- | ----- | ------ | ------ |
| Bevétel (millió €)       | 283.5  | 340.6  | 401.1  | 482.7  | 611.7  | 622.7  | 591.0  | 668.2  | 653.4  | 682.7         | 911.8       | 983.0 | 1020.3 | 1127.6 |
| Nettó profit (€ millió)  | −3.6   | 15.0   | 24.6   | 35.8   | 29.5   | 23.0   | −23.3  | −27.2  | −10.5  | 66.3          | 80.2        | 68.4  | 32.2   | 60.4   |
| Alkalmazottak száma      | 1551   | 1629   | 1729   | 1923   | 2142   | 2463   | 1949   | 1615   | 1347   | 1459          | 1678        | 2344  | 2334   | 2493   |
| Utasok száma (millió)    |        | 4.3    | 4.5    | 5.2    | 6.0    | 6.6    | 6.2    | 6.5    | 6.1    | 6.9           | 10.1        | 11.6  | 12.5   | 13.2   |
| Járatok telítettsége (%) |        |        | >70    | 70     | 70     | 65,8   | 68,1   | 68,9   | 74     | 79            | 78.3        | 76.9  | 77.4   | 83.2   |
| Repülőgépek száma        |        |        | 21     | 23     | 29     | 33     | 26     | 29     | 28     | 30            | 50          | 58    | 62     | 58     |
| Jegyzetek                | [ 38 ] | [ 38 ] | [ 38 ] | [ 39 ] | [ 40 ] | [ 41 ] | [ 42 ] | [ 43 ] | [ 44 ] | *az OA nélkül | **az OA-val |       |        |        |

### Üzleti kilátások az Olympic felvásárlása után
2014 volt az első teljes üzleti év az Olympic Air beolvadása után. Az Aegean Airlines csoport teljes konszolidált árbevétele 2014-ben 911,8 millió euró, ami 7%-os növekedést jelent; a nettó bevétel 80,2 millió euró, ami 53%-os növekedés. 2014-ben összesen 10,1 millió utas utazott a társaság 50 repülőgépén, amely 14%-os növekedést jelent 2013-hoz képest. 2015-re az Aegean Airlines (és az Olympic Air) terveiben annyi járat indítása szerepel, amennyivel összesen 15 millió utas utazhat, kétmillióval több, mint 2014-ben. A hosszútávú tervek szerint az Aegean Airlines 2023-ra éri el, hogy ténylegesen 15 millió utast szállítson.

## Törzsutas program: Miles+Bonus
Az Aegean Airlines első törzsutas programja Miles&Bonus néven indult, teljes mértékben integrálva a többi Star Alliance-légitársaság hasonló programjával. Tagjai mérföldeket gyűjthettek az Aegean Airlines, az Olympic Air és más Star Alliance-tagok menetrend szerinti járatain, valamint különböző partnerektől, köztük múzeumoktól, szállodáktól, autókölcsönzőktől és egyes hitelkártyák használatával is. A tagok státuszát a programban a foglalási osztály és a repült távolság alapján számított státuszmérföldek száma döntötte el. Két szinttel rendelkezett, a Blue szinthez 4000, a Goldhoz 16 000 mérföldet kellett megtenni. A Miles&Bonus legendásan a legkönnyebben elérhető Star Alliance Gold státuszt nyújtó program volt.
2014. november 24-ével az Olympic Air törzsutas programjának, a Travelair Clubnak minden szintjét integrálták, és egy új program jött létre, a Miles+Bonus. A Miles+Bonus program szerkezete hasonlít a Miles&Bonushoz, azzal a különbséggel, hogy a Blue szintet már egyetlen Star Alliance-repülés után el lehet érni, bevezették a Star Alliance Silvernek megfelelő Silver szintet, amelyhez 12 000 mérföld kell és két szegmens egy Aegean- vagy Olympic-járaton (vagy 24 000 mérföld bármelyik Star Alliance-járaton), és innentől 24 000 mérföld és két szegmens (vagy összesen 48 000 mérföld) kell a Star Alliance Goldnak megfelelő Gold szinthez.

## Lounge-ok
A Miles+Bonus arany fokozatú tagjai, valamint az Aegean Airlines járatok üzleti osztályon utazó utasai bemehetnek a három Aegean Business Lounge-ba (Athén, Thesszaloniki és Larnaca repülőterén).

## Úticélok

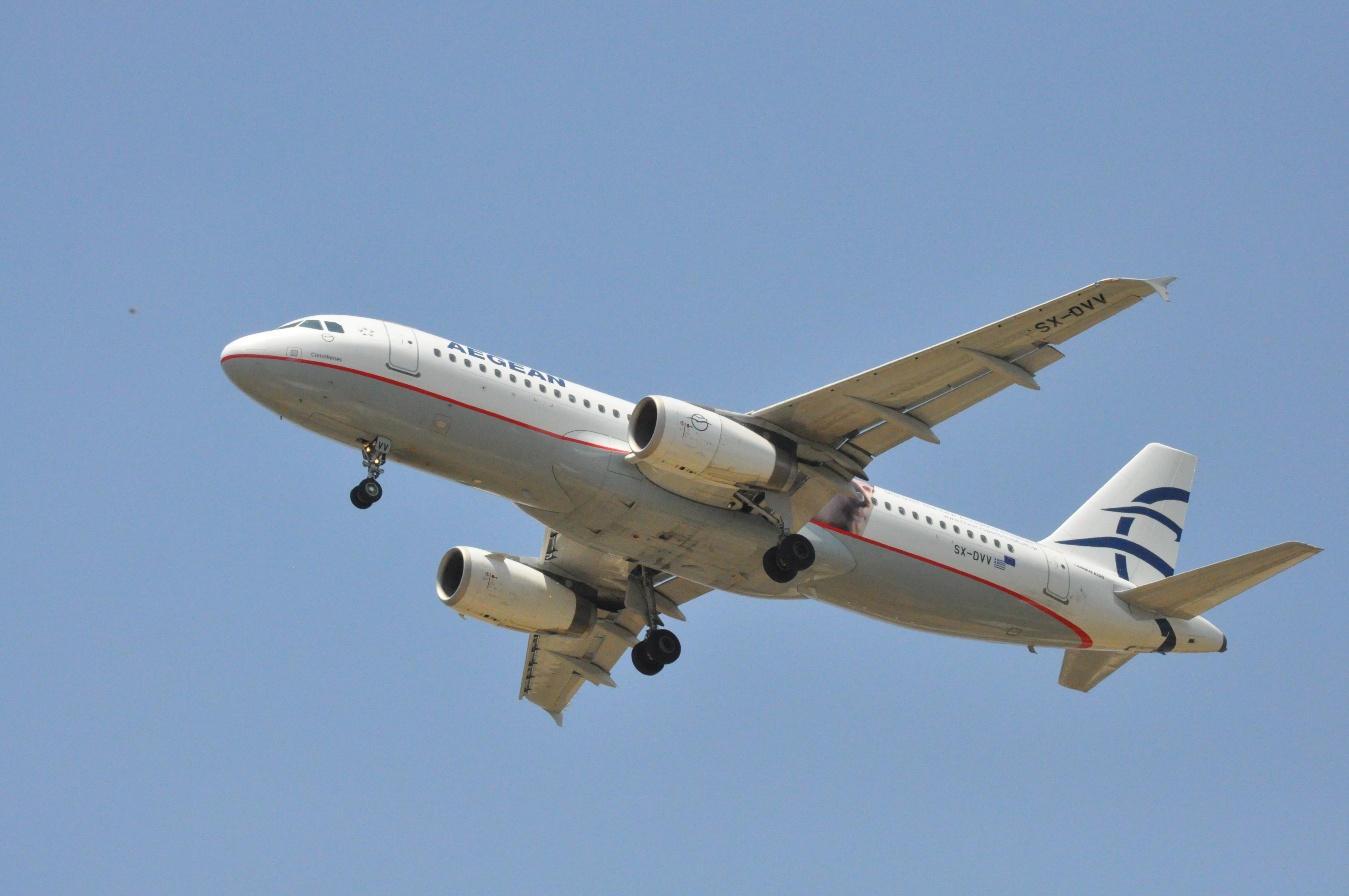
Airbus A320-132 landolása Tel Avivban

Az Aegean Airlines jelenleg (2018) 153 repülőtérre üzemeltet járatokat.

### Helymegosztási megállapodások
Az Aegean Airlinesnak a következő légitársaságokkal van helymegosztási megállapodása:
| - Air Canada - Air Serbia - airBaltic - Brussels Airlines - Bulgaria Air - EgyptAir - Ethiopian Airlines - Etihad Airways - Gulf Air - Hainan Airlines | - LOT Polish Airlines - Lufthansa - Olympic Air - S7 Airlines - Scandinavian Airlines - Singapore Airlines - Swiss International Air Lines - TAP Portugal - TAROM - Turkish Airlines |

Emellett az Aegean Airlines üzleti megállapodást kötött a Trenitalia olasz vasúttársasággal.

### Charterjáratok
Nyáron az Aegean Airlines A320 charterjáratokat üzemeltet több, turisták körében népszerű célállomásra. A járatok Görögországot többek közt Észt-, Finn-, Francia, Lengyel-, Magyar-, Német-, Olasz-, Orosz-, Svédországgal, Ausztriával, Dániával, az Egyesült Királysággal, Izraellel, Norvégiával, Romániával és Ukrajnával kötik össze. Emellett futballmeccsekre is üzemeltet charterjáratokat, például amikor a görög válogatott idegenben játszik.

## Flotta

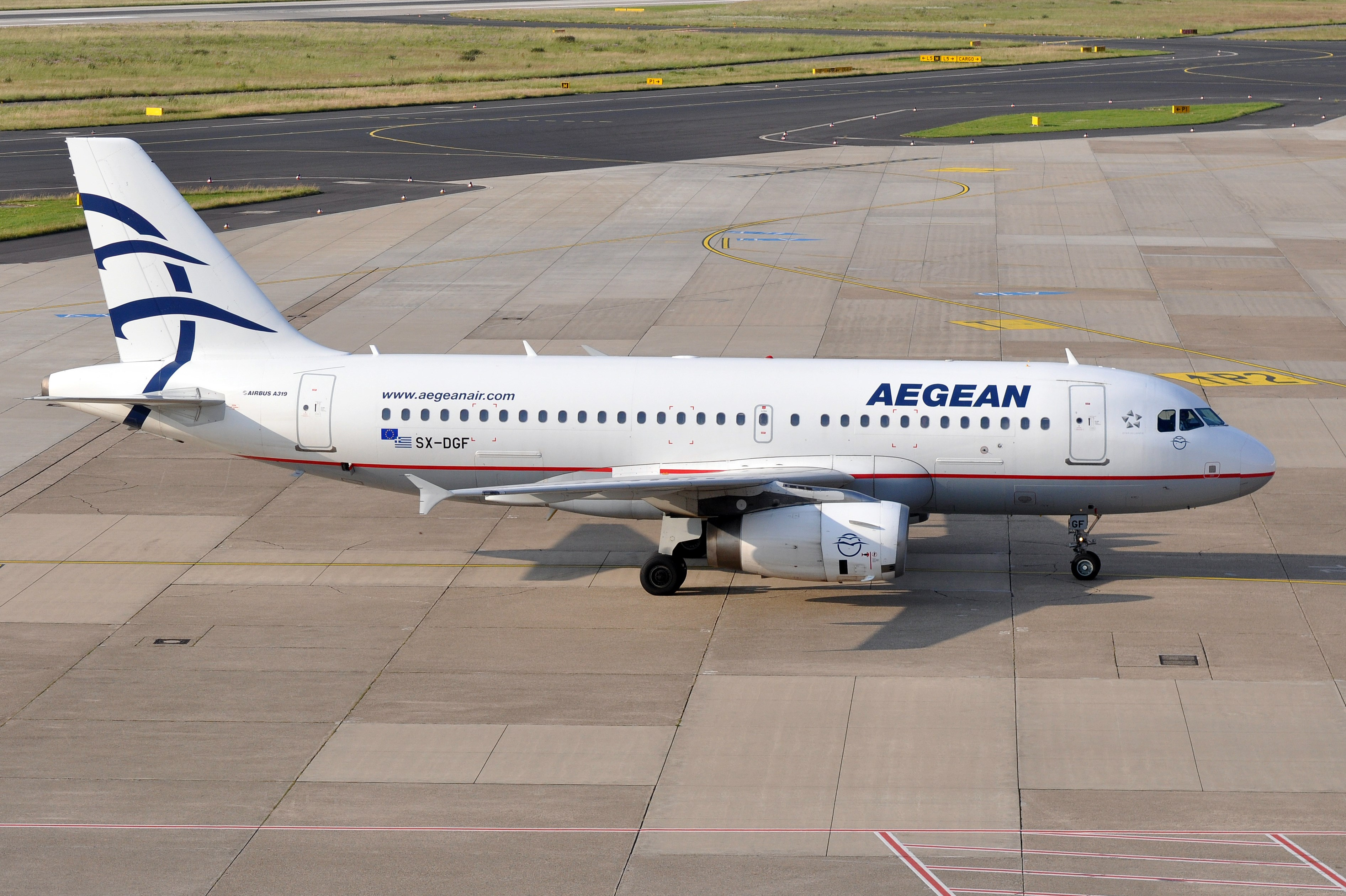
Az Aegean Airlines Airbus A319-132 gépe

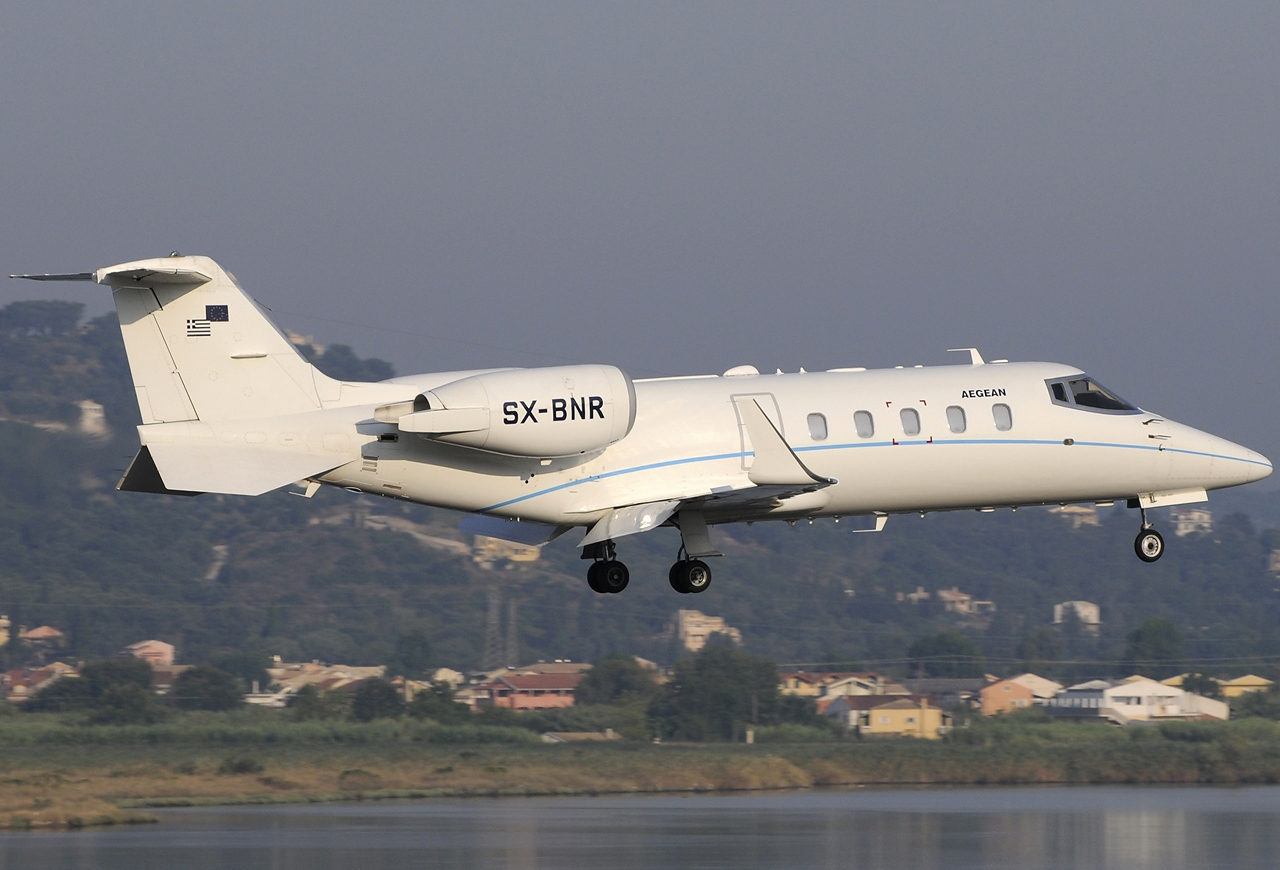
Az Aegean Airlines Learjet 60 gépe

A légitársaság történelme során két stratégiai lépést tett flottája bővítése során. Először a légcsavaros gázturbinás hajtóművű gépeket vonta ki a forgalomból 2004 májusáig, majd számos Airbus A320 és A321 gépet rendelt, amellyel drasztikusan megújította flottáját. Ugyanezekből a géptípusokból még többet rendelt az elkövetkezendő években. Ennek eredményeként az Aegean Airlines teljes flottája Airbus gépekből áll, 2020 júliusában a következőekből:
| Repülőgép       | Szolgálatban | Megrendelés alatt | Utaskapacitás | Utaskapacitás | Utaskapacitás | Jegyzetek           |
| Repülőgép       | Szolgálatban | Megrendelés alatt | C             | Y             | Összesen      | Jegyzetek           |
| --------------- | ------------ | ----------------- | ------------- | ------------- | ------------- | ------------------- |
| Airbus A319-100 | 1            | —                 | 12            | 132           | 144           |                     |
| Airbus A320-200 | 35           | —                 | 12            | 162           | 174           |                     |
| Airbus A320neo  | 5            | 31                | 12            | 162           | 174           | Szállítások 2025-ig |
| Airbus A321-200 | 10           | —                 | 12            | 189           | 201           |                     |
| Airbus A321neo  | 3            | 7                 | TBA           | TBA           | 220           | [ 86 ] [ 87 ]       |
| Összesen        | 54           | 38                |               |               |               |                     |

Ezek mellett az Aegean Airlines egy Learjet 60 gépet is működtet, VIP szolgáltatásként, különgépként, nem menetrend szerint.
2010 augusztusában az Aegean Airlines lett az első légitársaság, amely eldöntötte, hogy Airbus A320 flottáját felszereli az Airbus FANS-B+ adatátviteli rendszerével, amely 2015 februárjától kötelező az európai légtérben. Emellett az egész flottában elkezdték lecserélni az üléseket a vékonyabb, könnyebb Aviointeriors Colombus Two hátradönthető ülésekre, így eggyel több üléssort lehetett beépíteni a gépekbe. Az Aegean Airlines hat további, új Airbus A320ceo gépet rendelt.
Az Aegean Airlines emellett szándékozik Airbus és Boeing gépeket is beszerezni, hogy flottáját 70 gépnyire bővítse, illetve hogy lecserélje a régebbi A320 gépeket, amelyeket jelenleg használ. A kibővített, új flotta lehetővé teszi majd, hogy a légitársaság évente 14-15 millió utast szállítson.

### Már nem használt repülőgépek

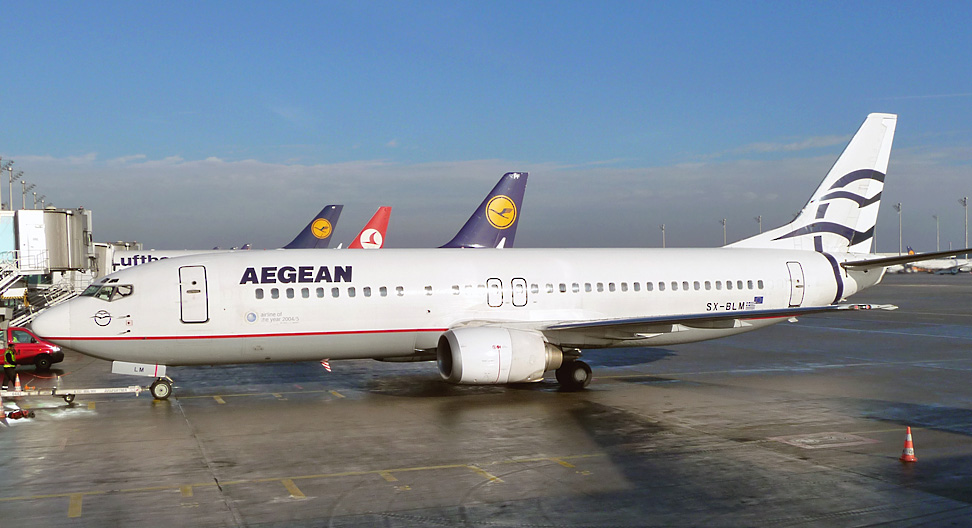
Boeing 737-400 a müncheni repülőtéren (2009, a típust 2001-2011 közt használta a cég.)

Jelenlegi járművein kívül az Aegean Airlines korábban a következő típusokat is alkalmazta:
- ATR 72-202
- ATR 72-500 (ATR 72-212A) a SwiftAirtől bérelve
- Boeing 737-300
- Boeing 737-400
- British Aerospace Avro RJ100

### Festés és logó

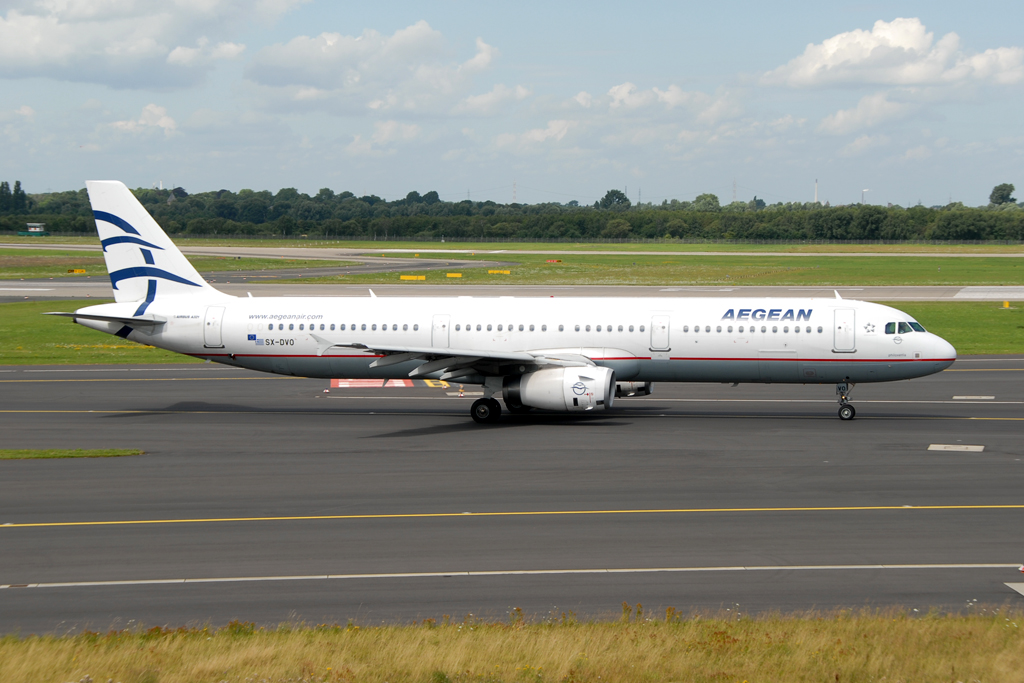
Az Aegean Airlines standard festése, itt egy Airbus A321-200-on

Az Aegean Airlines festése nagyrészt „eurowhite”, a törzs alja felé vékony vörös csíkkal. A csík fölött a törzs fehér, rajta a légitársaság neve szerepel sötétkékkel, saját jogvédett betűtípusával. A vörös vonal alatt a törzs világosszürke. Az Aegean Airlines logója két sirály, amely a nap előtt repül. Standard festése mellett az Aegean Airlines használ pár eltérőt is, közte egyet, amely a Star Alliance-ot reklámozza, és egyet, amely az új Akropolisz Múzeum megnyitását ünnepli.
- Star Alliance festés
- Akropolisz Múzeum festés
- Látogasson el Görögországba! festés

## Díjak és elismerések

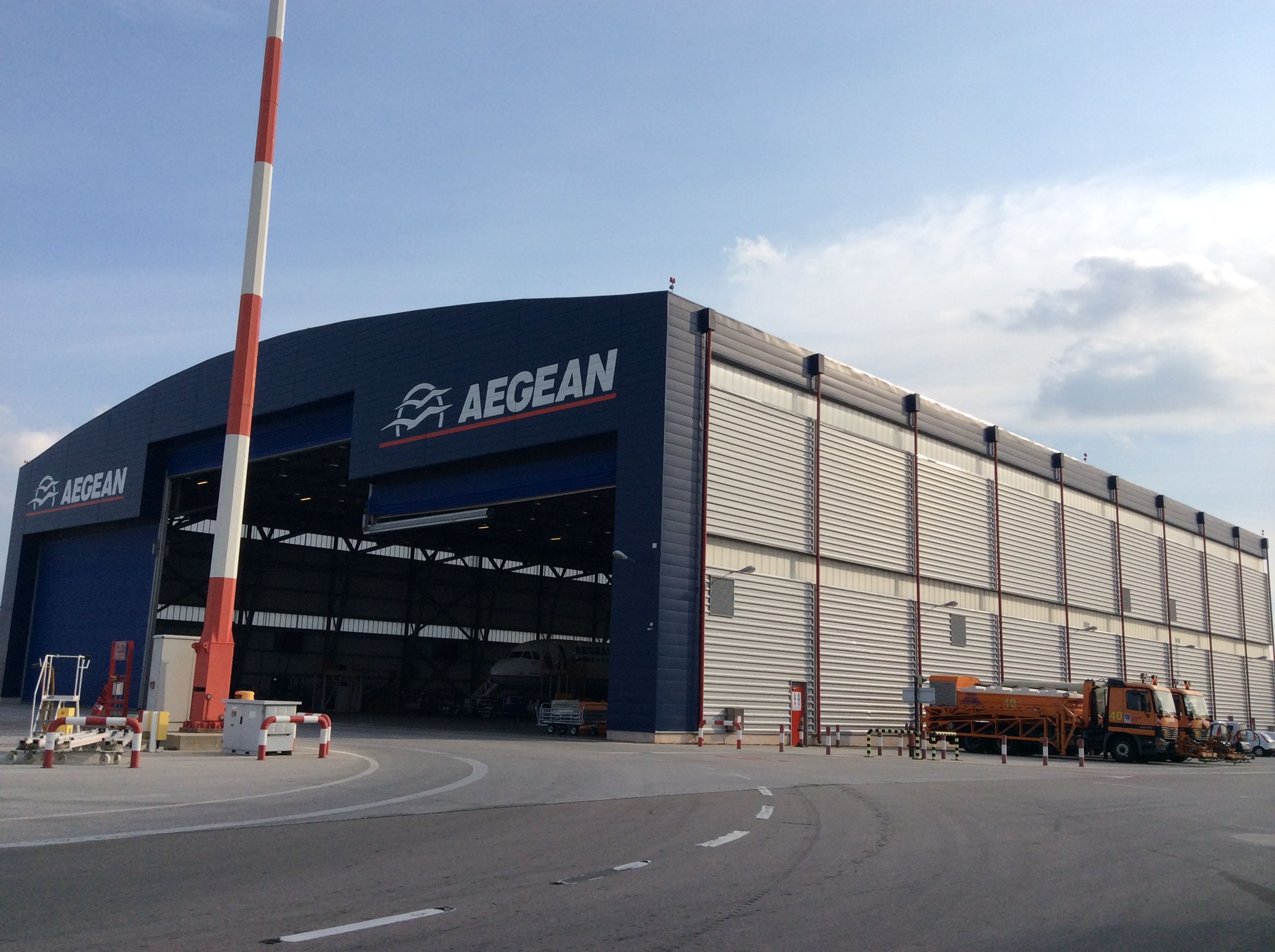
Az Aegean Airlines hangárja az athéni repülőtéren

Az Aegean Airlines számos díjban és elismerésben részesült, még ha az egyes reptéri hatóságoktól kapott díjakat nem is számítjuk. Hat éven belül (2009–2014) ötször sikerült elnyernie a Skytraxtől az Európa legjobb regionális légitársaságának járó díjat.
- 2000/2001 – ERA Az év légitársasága (bronzérem)
- 2004/2005 – ERA Az év légitársasága (aranyérem)
- 2005/2006 – ERA Az év légitársasága (ezüstérem)
- 2006/2007 – ERA Az év légitársasága (ezüstérem)
- 2007 – ERA's Palme d'Or díj
- 2008/2009 – ERA Az év légitársasága (aranyérem)
- 2009 – Skytrax-díj Európa legjobb regionális légitársaságának
- 2011 – Skytrax-díj Európa legjobb regionális légitársaságának
- 2012 – Skytrax-díj Európa legjobb regionális légitársaságának
- 2013 – Skytrax-díj Európa legjobb regionális légitársaságának
- 2013 – On-time Performance Service Awards: Európa legmegbízhatóbb regionális légitársasága 2012-ben
- 2014 – Skytrax-díj Európa legjobb regionális légitársaságának
- 2015 – Skytrax-díj Európa legjobb regionális légitársaságának

## Fordítás
- Ez a szócikk részben vagy egészben  az   Aegean Airlines című angol Wikipédia-szócikk ezen változatának fordításán alapul.  Az eredeti cikk szerkesztőit annak laptörténete sorolja fel. Ez a jelzés csupán a megfogalmazás eredetét és a szerzői jogokat jelzi, nem szolgál a cikkben szereplő információk forrásmegjelöléseként.